# 小行星1332
小行星1332（1332 Marconia）是一颗围绕太阳公转的小行星。1934年1月9日，路易吉·沃爾塔（Luigi Volta）在皮诺托里内塞发现了此天体。
該小行星以義大利電器工程師，1909年諾貝爾物理學獎得主古列爾莫·馬可尼命名。
这颗小行星的绝对星等为348.25591等。